# Bolla Francis
Pour les articles homonymes, voir Francis.

a Compétitions nationales et continentales officielles uniquement.

b Matchs officiels uniquement.
Dernière mise à jour le 26 octobre 2013.
Arthur Reginald Howe Francis dit Bolla Francis, né le 8 juin 1882 à Wanganui et mort le 15 juin 1957 à Takapuna dans la banlieue d'Auckland, est un joueur de rugby à XV et de rugby à XIII qui évolue au poste de deuxième ligne. Il joue avec l'Équipe de Nouvelle-Zélande de rugby à XV et l'équipe d'Australie de rugby à XIII.

## Biographie
Bolla Francis joue pour le club de rugby à XV de Ponsonby, qui remporte les championnats régionaux d'Auckland en 1908-1910, et il connaît sa première sélection pour la province d'Auckland en fin de saison 1904. Il dispute la saison entière pour Auckland en 1905. Il dispute son premier test match avec l'équipe de Nouvelle-Zélande le 2 septembre 1905 contre l'équipe d'Australie. Il est retenu pour trois rencontres de la série contre les Australiens en 1907, pour trois parties contre une sélection anglo-galloise en 1908 et de nouveau pour trois matchs contre les Australiens en 1910, il connaît là sa dernière sélection le 2 juillet 1910. 
Bolla Francis change de code et joue au rugby à XIII en 1911, disputant une tournée dans les îles britanniques avec une équipe australasienne,. Il est le capitaine de l'Équipe de Nouvelle-Zélande de rugby à XIII en 1912 avant de partir jouer en Angleterre, sous le pseudonyme de Alt Francis, pour Wigan RLFC, puis Hull FC avec lequel il remporte une Coupe d'Angleterre de rugby à XIII en 1914. Quand il retourne en Nouvelle-Zélande, Francis revient au rugby à XV et entraîne le club de Grammar dans les années 1930-1935.

## Statistiques en équipe nationale

### En rugby à XV
- 10 sélections avec l'Équipe de Nouvelle-Zélande de rugby à XV
- 16 points, 3 essais, 2 transformations, 1 pénalité
- Sélection par année : 1 en 1905, 3 en 1907, 3 en 1908, 3 en 1910
- Nombre total de matchs avec les All Blacks : 18